# Discjockey

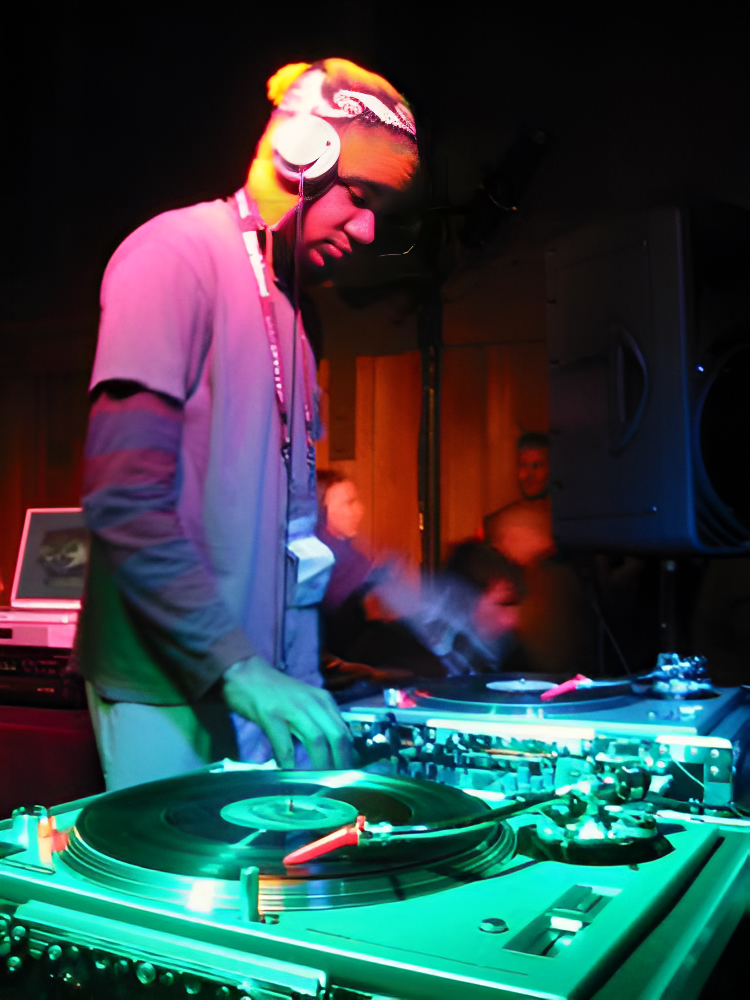
DJ Spooky

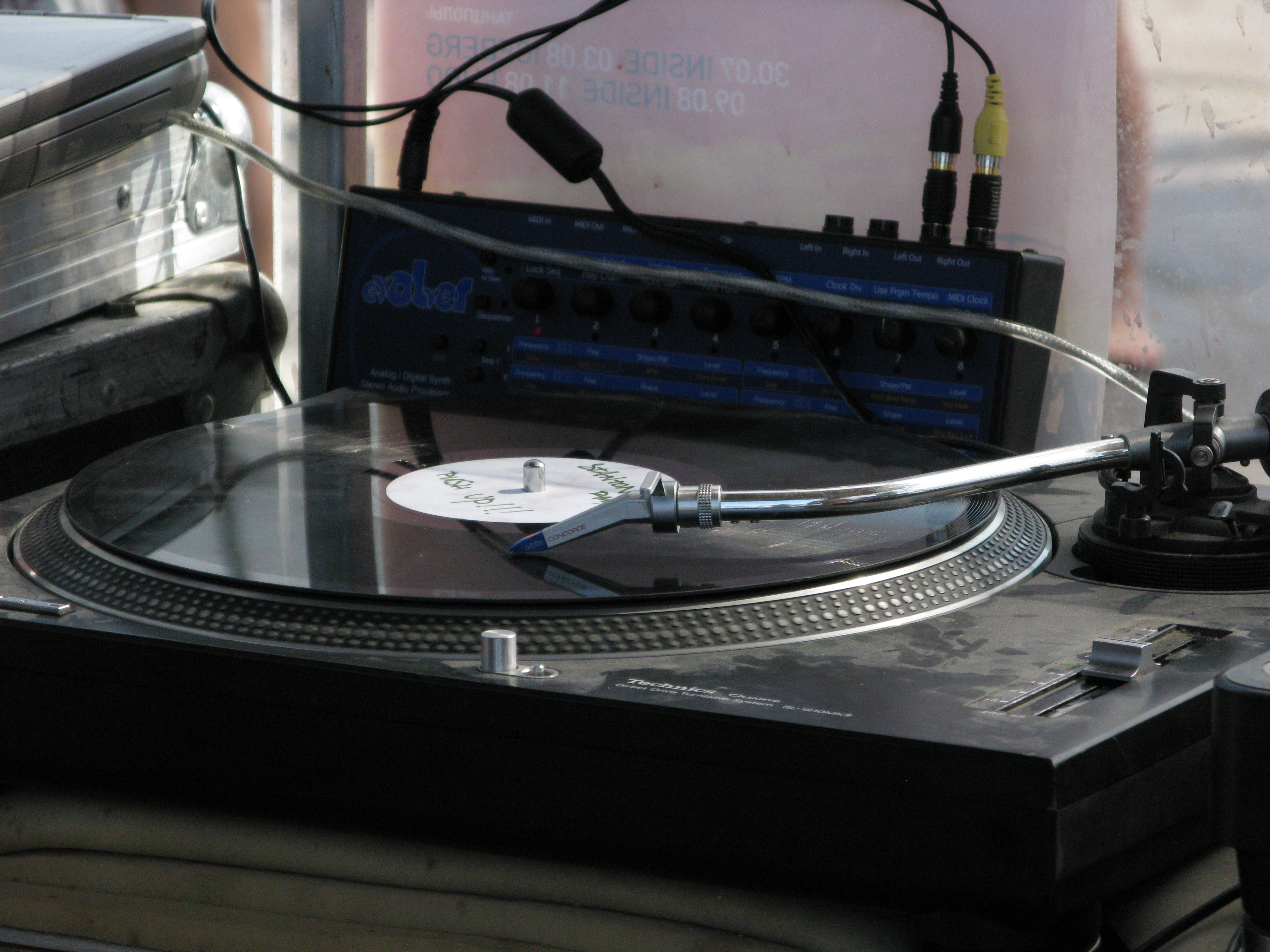
Technics SL-1210, en klassisk DJ-skivspelare.

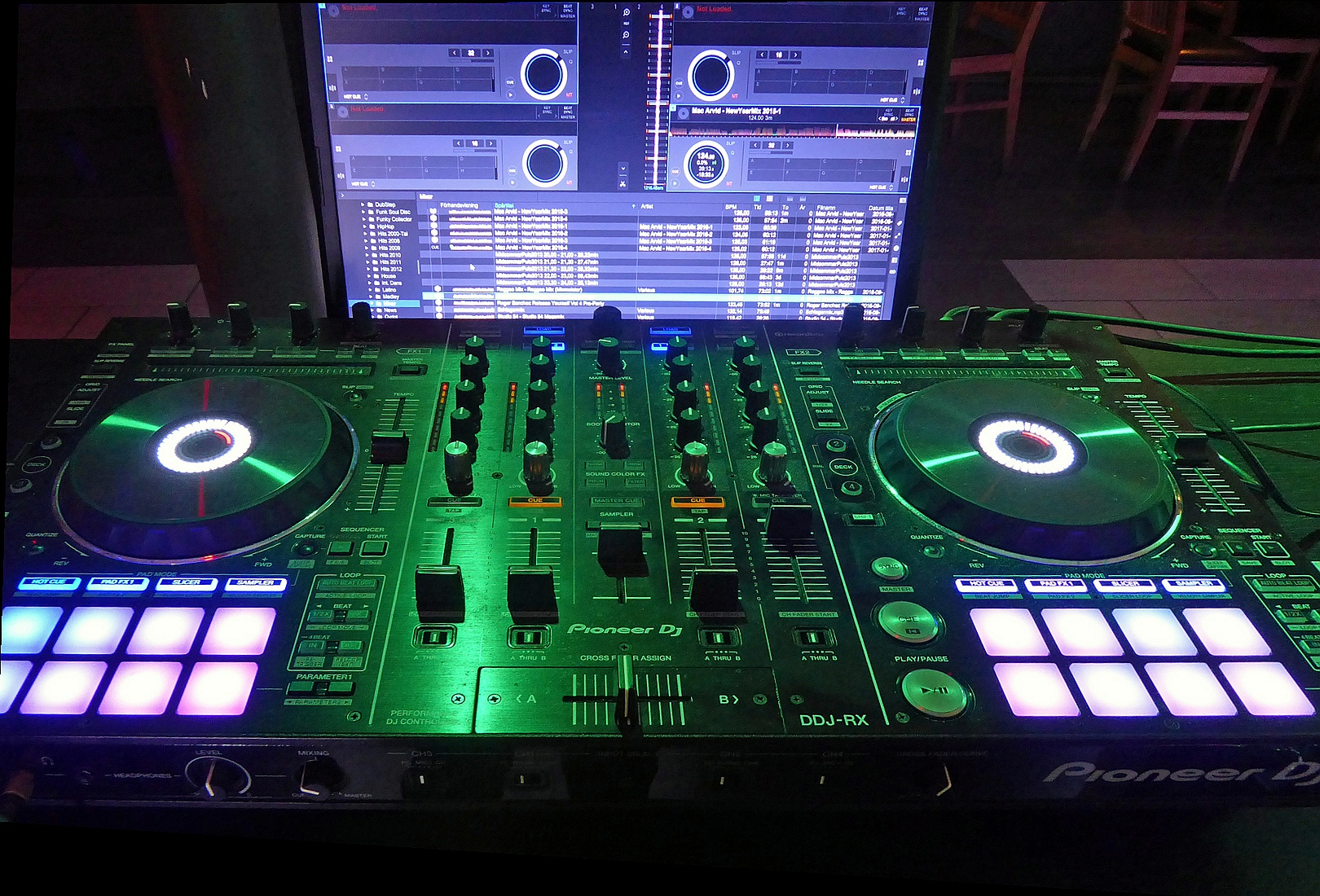
Digital DJ-utrustning

Discjockey eller diskjockey (plural -er), DJ (plural DJ:ar), skivryttare eller plattvändare är en person som väljer musik och spelar skivor på ett uteställe. En discjockey kan även vara en musiker som genom mixning av skilda musikstilar skapar en rytmisk dansanpassad musik.

## Teknik
En discjockeys uppgift är, framför allt inom dansmusiken, att framföra en ström av musik utan att övergången mellan låtarna blir alltför tydlig. Det mest elementära är att inte ha några pauser mellan spåren, men discjockeyn brukar också "taktmixa" genom att ändra tempot (och därigenom också tonen) på låtarna så att de håller samma tempo, eller taktslag per minut.
När en discjockey "taktmixar", synkroniserar discjockeyn den i klubben uppspelade musiken, med den låt denne ämnar spela härnäst; detta åstadkoms genom att discjockeyn i sina hörlurar lyssnar till och justerar nästkommande låt. Denna teknik möjliggörs av den så kallade "mixern", till vilken flera olika ljudkällor (till exempel dator, vinyl- och/eller cd-spelare) kopplas. Taktmixing eller "beatmatching" fungerar på följande sätt, discjockeyn hör på den kommande låten och justerar bas-slagen så att de passar ihop med den låten som spelas på dansgolvet, är discjockeyn tillräckligt bra så hör inte publiken att discjockeyn byter låt eftersom basslagen slår i samma takt. På mixern reglerar DJ:n sedan, med diverse rattar och reglage, parametrar som till exempel volym, EQ och panorering (ibland finns även effekt-parametrar så som eko, "delay", "flanger", "filter", samt in- och uppspelningsmöjligheter tillgängliga) för att - på ett gärna kreativt sätt - sammanfläta stycke efter stycke.
Det finns flera olika stilar av discjockeyer: de som taktmixar, de som scratchar och så vidare. En discjockey som scratchar kan även kallas för turntablist.

## Discjockey tillsammans med andra musiker
Ibland framträder en discjockey och en musikant, till exempel en saxofonist eller en congaspelare, ihop. Då ackompanjerar saxofonisten och improviserar till musiken som discjockeyn spelar. Detta gruppframträdande brukar kallas sound system.

## Vanliga uppsättningar
De vanligaste uppsättningarna för en discjockey kan vara:
- 2 (eller fler) enskilda så kallade Table Top CD-Spelare samt en mixer.
- 2 (eller fler) vinylspelare och en mixer.
- Dator med externt ljudkort, midikontroller och mixer.

En discjockey kan även spela med tidskodade vinylskivor som kopplas till datorn via ett ljudkort. För att kunna vara DJ krävs dock alltid en mixer eller en mjukvarukontrollenhet

## Olika typer av discjockeyer
Man kan skilja mellan discjockeyer på olika sätt, till exempel:
- Hobby-DJ:ar: (även kallade sovrums-DJ:ar) har en (oftast mindre) anläggning hemma som han eller hon "leker" med eller använder på egna fester.
- Hyrda DJ:ar: spelar ofta på bröllop, firmafester, studentskivor, födelsedagar, sportevenemang och har med sig egen eller hyrd utrustning. De flesta discjockeyer som spelar på barer och klubbar är i viss mån en sorts hyrda discjockeyer, men har i regel - utöver skivor och hörlurar - inte med sig egen utrustning. Det har på senare tid dock blivit allt vanligare att användandet av en eller flera bärbara datorer kommit att ersätta musik på konventionellt medium (till exempel vinylskiva eller CD).
- Bar-DJ:ar: spelar på barer och pubar, oftast utan dans.
- Klubb-DJ:ar: spelar på nattklubbar, och innehar oftast en eller flera så kallade residencies (jfr: eng. residency) - det vill säga en slags "fastanställning" med återkommande framträdanden.
- Radio-DJ:ar: sänder radio antingen via FM-/AM-bandet eller på en nätradiostation.
- Producerande DJ:ar: se musikproducent.